# 관세음보살 42수 진언
관세음보살 42수 진언(觀世音菩薩 42手 眞言)은 관세음보살이 나투는 33개의 몸(33응신) 중에 하나인 천수천안관세음보살을 주제로한 다라니(진언)이다. 1,000개의 손 중에서 중요한 42개의 손 모양을 따와서, 이를 관세음보살 42수라고 한다. 이에 각각 진언을 붙여 모은 것을 관세음보살 42수 진언이라고 한다.

## 전문
다음은 관세음보살 42수 진언의 전문이다.

### 제1수 관세음보살 여의보주수(如意寶珠手) 진언
물질적 풍요와 안락한 생활을 위한 진언이다.

『옴 바아라 바다라 훔 바탁』

### 제2수 관세음보살 견색수(羂索手) 진언
온갖 불안 속에서 마음이 편안해지기 위한 진언이다.

『옴 기리나라 모나라 훔 바탁』

### 제3수 관세음보살 보발수(寶鉢手) 진언
뱃속에 가득한 갖가지 병을 없애기 위한 진언이다.

『옴 기리기리 바아라 훔 바탁』

### 제4수 관세음보살 보검수(寶劍手) 진언
도깨비와 귀신들의 항복을 받기 위한 진언이다.

『옴 제세제야  도미니 도제 삿다야 훔 바탁』

### 제5수 관세음보살 바아라수(跋折羅手) 진언
모든 천신, 악마, 외도 등을 항복시키기 위한 진언이다.

『옴 이베이베 이야 마하 시리예 사바하』

### 제6수 관세음보살 금강저수(金剛杵手) 진언
모든 적을 항복시키기 위한 진언이다.

『옴 바아라 아니바라 닙다야 사바하』

### 제7수 관세음보살 시무외수(施無畏手) 진언
언제 어디서든 불안한 마음을 없애기 위한 진언이다.

『옴 아라나야 훔 바탁』

### 제8수 관세음보살 일정마니수(日精摩尼手) 진언
눈이 어두워져서 밝은 눈을 가지기 위한 진언이다.

『옴 도비가야 도비바라 바니리 사바하』

### 제9수 관세음보살 월정마니수(月精摩尼手) 진언
열병을 앓아서 서늘해지기 위한 진언이다.

『옴 소싯디 아리 사바하』

### 제10수 관세음보살 보궁수(寶弓手) 진언
승진하거나 높은 관직을 얻기 위한 진언이다.

『옴 아자미례 사바하』

### 제11수 관세음보살 보전수(寶箭手) 진언
착하고 좋은 친구들을 많이 빨리 만나기 위한 진언이다.

『옴 가마라 사바하』

### 제12수 관세음보살 양류지수(楊柳枝手) 진언
몸에 생긴 갖가지 질병을 없애기 위한 진언이다.

『옴 소싯지 가리바리 다남타 목다에 바아라 바아라 반다 하나하나 훔 반타』

### 제13수 관세음보살 백불수(白拂手) 진언
모든 나쁜 장애와 곤란을 없애기 위한 진언이다.

『옴 바나미니 바아바제 모하야 아아 모하니 사바하』

### 제14수 관세음보살 보병수(寶瓶手) 진언
모든 가족과 친척들이 원만하게 화합하기 위한 진언이다.

『옴 아례 삼만염 사바하』

### 제15수 관세음보살 방패수(傍牌手) 진언
동물이나 맹수로부터 피해를 당하지 않기 위한 진언이다.

『옴 약삼나나야 전나라 다노발야 바사바사 사바하』

### 제16수 관세음보살 월부수(鉞斧手) 진언
언제 어디서나 관재(官災 : 사법기관에 드나드는 재앙)를 당하지 않기 위한 진언이다.

『옴 미라야 미라야 사바하』

### 제17수 관세음보살 옥환수(玉環手) 진언
성별에 관계없이 좋은 친구나 동료를 가지기 위한 진언이다.

『옴 바나맘 미라야 사바하』

### 제18수 관세음보살 백련화수(白蓮華手) 진언
수많은 공을 세우고 온갖 공덕을 이루기 위한 진언이다.

『옴 바아라 미라야 사바하』

### 제19수 관세음보살 청련화수(青蓮華手) 진언
다음 생에는 서방정토에서 태어나기 위한 진언이다.

『옴 기리기리 바아라 불반다 훔 반타』

### 제20수 관세음보살 보경수(寶鏡手) 진언
높고 큰 지혜를 얻기 위한 진언이다. 지혜 총명 성적향상 시험합격기원

『옴 미보라 나락사 바아라 만다라 훔 반타』

### 제21수 관세음보살 자련화수(紫蓮華手) 진언
꿈에 그리던 부처와 보살을 만나보기 위한 진언이다.

『옴 사라사라 바아라 가라 훔 반타』

### 제22수 관세음보살 보협수(寶篋手) 진언
땅속 깊숙히 묻혀있는 온갖 보물을 얻기 위한 진언이다.

『옴 바아라 바사가리 아나맘나 훔』

### 제23수 관세음보살 오색운수(五色雲手) 진언
한시바삐 불도를 성취하고 깨달음을 얻기 위한 진언이다.

『옴 바아라 가리라타 맘타』

### 제24수 관세음보살 군지수(軍持手) 진언
다음 생에는 천신으로 태어나 하늘에 살기 위한 진언이다.

『옴 바아라 서가로타 맘타』

### 제25수 관세음보살 홍련화수(紅蓮華手) 진언
다음 생에는 사람의 몸을 받지 않기 위한 진언이다.

『옴 상아례 사바하』

### 제26수 관세음보살 보극수(寶戟手) 진언
경쟁상대 또는 원수의 힘을 없애기 위한 진언이다.

『옴 삼매야 기니하리 훔 반타』

### 제27수 관세음보살 보라수(寶螺手) 진언
언제 어디서나 호법신장들의 호위를 받으며 살기 위한 진언이다.

『옴 상아례 마하 삼만염 사바하』

### 제28수 관세음보살 촉루보장수(髑髏寶杖手) 진언
어떤 잡신들의 농간에 휘둘리지 않고 뜻대로 지배하기 위한 진언이다.

『옴 도나 바아라 햑』

### 제29수 관세음보살 수주수(數珠手) 진언
한시바삐 부처가 구원의 손길을 내밀어 주기 위한 진언이다.

『나모라 다나다라야야 옴 아나바제 미아예 싯디 싯달제 사바하』

### 제30수 관세음보살 보탁수(寶鐸手) 진언
미묘하고 뛰어난 목소리를 가지기 위한 진언이다.

『나모 바나맘 바나에 옴 아미리 담암베 시리예 시리탐리니 사바하』

### 제31수 관세음보살 보인수(寶印手) 진언
뛰어난 말솜씨와 글솜씨를 가지기 위한 진언이다.

『옴 바아라네 담아예 사바하』

### 제32수 관세음보살 구시철구수(俱尸鐵鉤手) 진언
좋은 신들과 용왕의 보호를 받기 위한 진언이다.

『옴 아가로 다라가라 미사예 나모 사바하』

### 제33수 관세음보살 석장수(錫杖手) 진언
어떠한 경우에 어떠한 생명체도 해치지 않기 위한 진언이다.

『옴 날지 날지 날타바지 날제 나야바니 훔 반타』

### 제34수 관세음보살 합장수(合掌手) 진언
모든 존재들이 서로 존중하고 사랑하면서 살기 위한 진언이다.

『옴 바나만 아링하리』

### 제35수 관세음보살 화불수(化佛手) 진언
태어날 때마다 부처의 곁을 떠나지 않기 위한 진언이다.

『옴 전나라 바맘타 이가리 나기리 나기리 훔 반타』

### 제36수 관세음보살 화궁전수(化宮殿手) 진언
태어날 때마다 늘 부처의 세계에 태어나기 위한 진언이다.

『 옴 미사라 미사라 훔 반타』

### 제37수 관세음보살 보경수(寶經手) 진언
두루 널리 공부하여 잊지 않는 총명한 머리를 가지기 위한 진언이다.

『옴 아하라 살바미냐 다라 바니데 사바하』

### 제38수 관세음보살 불퇴전금륜수(不退轉金輪手) 진언
지금 이 몸으로 깨달음을 얻기까지 절대로 물러서지 않기 위한 진언이다.

『옴 서나미자 사바하』

### 제39수 관세음보살 정상화불수(頂上化佛手) 진언
나도 언젠가는 깨달아 부처가 되리라는 확신에서 흔들리지 않기 위한 진언이다.

『옴 바아라니 바아람예 사바하』

### 제40수 관세음보살 포도수(蒲桃手) 진언
모든 과일열매와 농산물의 풍요로운 수확을 얻기 위한 진언이다.

『옴 아마라검 데이니 사바하』

### 제41수 관세음보살 감로수(甘露手) 진언
목마르고 배고픈 중생들의 고통을 없애기 위한 진언이다.

『옴 소로소로 바라소로 바라소로 소로소로야 사바하』

### 제42수 관세음보살 총섭천비수(總攝千臂手) 진언
어떠한 장애나 역경이 닥쳐와도 반드시 모두 이겨내기 위한 진언이다.

『다냐타 바로기제 새바라야 살바도따 오하야미 사바하』

## 같이 보기
관세음보살42수진언집